# 中国美术学院美术馆
中国美术学院美术馆，简称国美美术馆，是一座位于浙江省杭州市的美术馆，隶属于中国美术学院（简称中国美院或国美）。中国美院美术馆成立于2003年，其前身追溯至建院伊始的陈列馆。国美美术馆位于南山路的馆区由中国美术学院创立之初的展览馆重建而来。国美美术馆在2015年被列入中华人民共和国文化部所规定之第二批国家重点美术馆。

## 历史
中国美术学院美术馆的历史可以追溯到中国美术学院成立之初的陈列馆。1935年，学院投资3万块银元将西湖边的照胆台和三贤祠改建为学院的陈列馆，这一建筑由俄籍教授杜劳设计和监造，建成后成为当时全国的一流展览馆。1949年之后，该陈列馆曾经承办过首届全国美术作品展览。
2003年学院校舍改造期间，将原本隶属于教务部的陈列馆撤销，改建为直属学院的独立的美术馆，其职能也从原先的承办学院及教学部门展出，拓展到征集艺术品、策划艺术展览、开展相关学术研究等。

## 机构设置
据国美美术馆官网介绍，其机构设置如下：
| 机构       | 主管人 |
| ---------- | ------ |
| 馆长       | 杭间   |
| 副馆长     | 余旭鸿 |
| 办公室     | 窦亚杰 |
| 研究部     | 张春艳 |
| 教育推广部 | 夏商周 |
| 展览部     | 赵辉   |
| 典藏部     | 张素琪 |

## 馆舍参观
中国美术学院的博物馆群包括位于象山校区的民艺博物馆、中国国际设计博物馆及位于南山校区的美术馆。由于中国美术学院下辖的美术馆并未被政府纳入公共文化服务财政补贴系统，原本免费开放的三个馆舍自2018年6月起开始以门票形式收费（普通门票10元、优惠门票5元、特展门票60元），但中国美院本校教职员工和学生、12岁及以下参观者、60周岁以上参观者、现役军人、残障人士等可免票。

### 美术馆
美术馆的前身是学院下属的展览馆，从2003年起重新对外开放，设立于杭州市南山路。美术馆有建筑面积将近8000平方米，有展线1300余米，下设6个临时展厅和1个常设展厅，均保持恒温恒湿。举办过超过500个展览，包括《国美之路——大型学术系列展》、《八五•85——献给中国美术学院85周年》、《地之缘——亚洲当代艺术的迁徙与地缘政治》、《质物素心——施慧艺术展》、《传神得意——浙派人物画50年回顾展》、《林风眠师生作品展》等展览。

### 民艺馆
民艺馆原为2003年10月成立于南山校区的中国美术学院皮影艺术馆，2011年起开始在象山校区兴建馆舍，2015年9月20日正式开馆。民艺馆位于象山校区内，面向校内外开放。其建筑由隈研吾设计，总用地12204平方米，建筑面积4936平方米，其中有展区1667平方米、附属收藏面积800平方米、传习中心180平方米，另外还设立有200人容量的学术报告厅和若干会议室。举办过《“天工开物”——江南乡村工艺的世界》等展览。

### 设计馆
设计馆陈列了“以包豪斯为核心的西方近现代设计系统收藏”等，在象山校区建有中国国际设计博物馆。中国国际设计博物馆的建筑由阿尔瓦罗·西扎设计，总面积有1.68万平方米。举办过《“以包豪斯为核心的西方近现代设计系统收藏”汇报展》、《从制造到设计：20世纪德国设计》、《作为启蒙的设计——中国国际设计博物馆包豪斯藏品展》、《中国设计大展之包豪斯进中国》、《结构物：以包豪斯为核心的特色教育与变革》等战略，未来将征集更多设计作品进行展览。

## 藏品与展览
美术馆的藏品包括国画、油画、版画、雕塑、设计、民间艺术等上万件藏品，既包括学院主动出资购买的艺术品，也包括征集到的林风眠、吴冠中等数十位校友的作品。每年的学生毕业展是美术馆的例行展出：2010年以前，展出定在4月到7月，各个院系轮流参展；自2010年起，展出时间统一到了6月初，展期为两周。美院教师也会在美术馆举行展览，以供学生观摩和观众参观。美术馆还承接校内外艺术家及机构的展览。此外，美术馆也会自己筹划展览，如《史家清藏——史岩捐赠书画文物展》、《黔山乡风——马正荣蜡染作品、背扇藏品展》、《意远风清——中国美术学院藏扇展》等。

## 图集

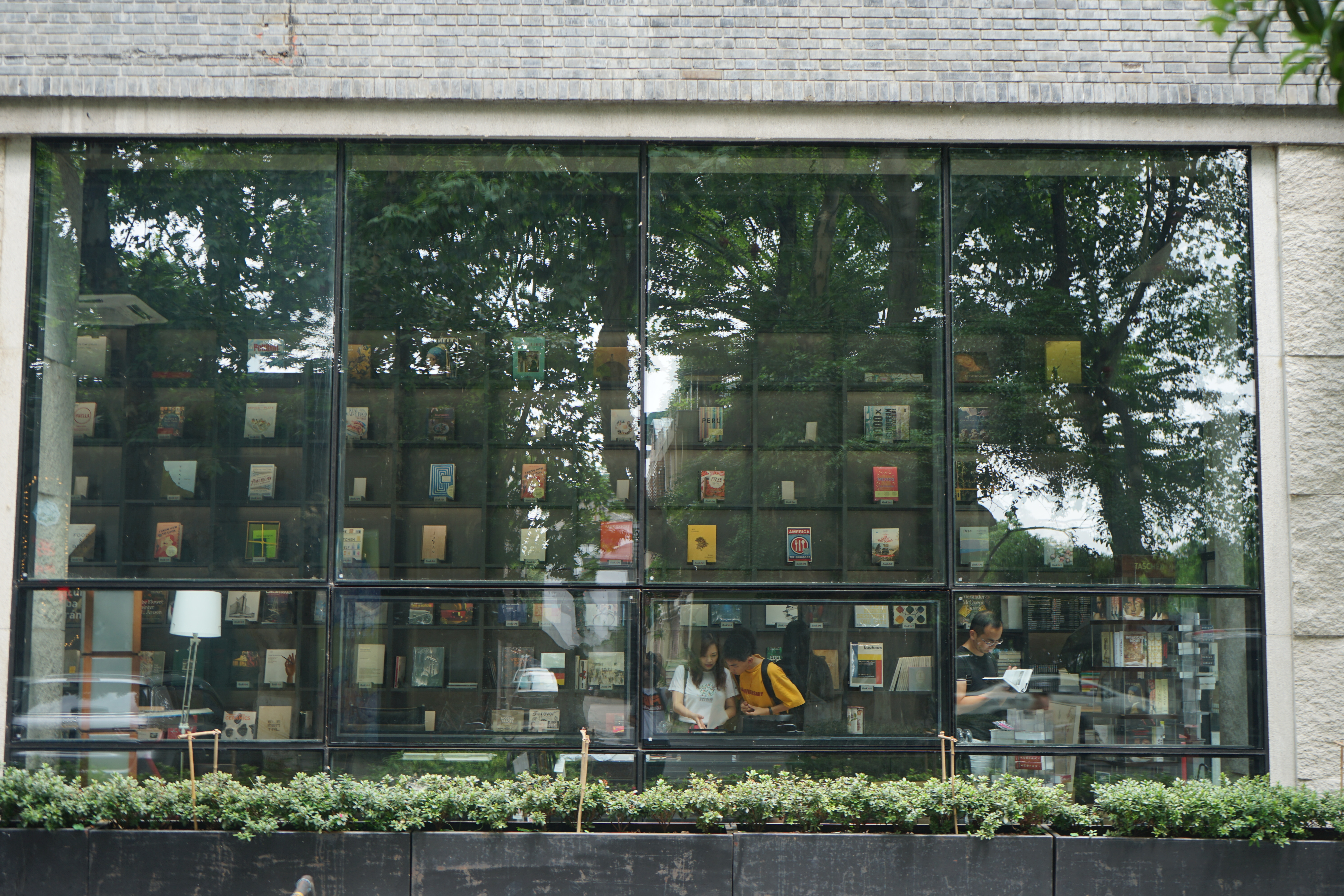
中国美院美术馆艺术书店（Book Art）
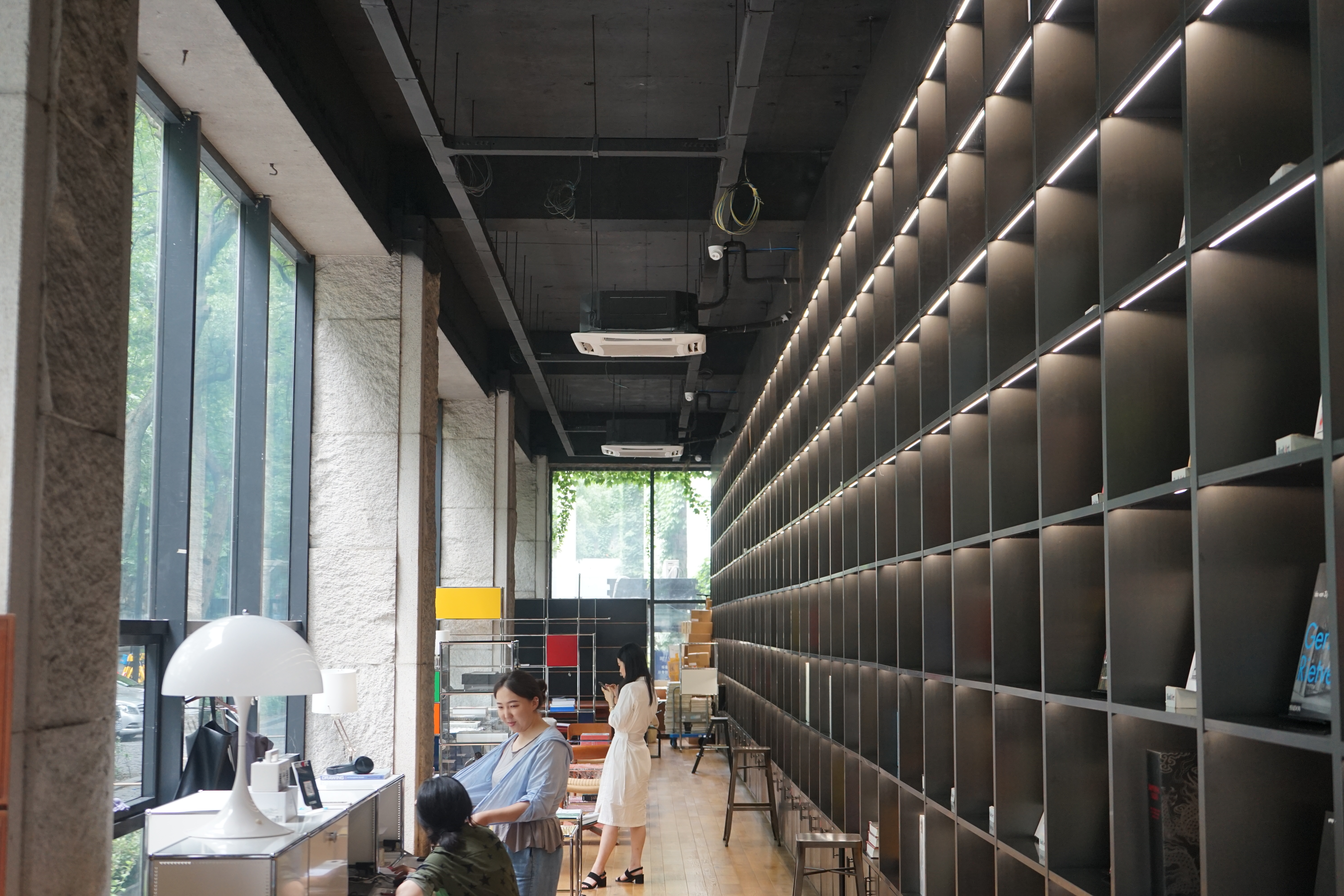
中国美院美术馆艺术书店（Book Art）内部